# سیتی هال، پنانگ
سیتی هال، پنانگ (به انگلیسی: City Hall, Penang)
 اداره مرکزی مدیریت محلی در شهر جرج تاون در پنانگ، مالزی است. این ساختمان که توسط امپراتوری بریتانیا ساخته شد، در حال حاضر محل استقرار شورای شهر جزیره پنانگ می‌باشد، و سابق بر این محل استقرار شورای شهر جرج تاون بود.
در اصل، این ساختمان در سال ۱۹۰۳ به عنوان مکان  اداره شهرداری ساخته شد، با هزینه ای بالغ بر ۱۰۰٬۰۰۰ دلار ساخته شد تا کمبود فضای اداری ساختمان تاون هال، که در مجاورت آن قرار گرفته بود، را برآورده نماید. تاریخ نام سیتی هال به دوران اعطاء وضعیت شهری به جرج تاون در سال ۱۹۵۷ بر می‌گردد.

## سبک معماری ساختمان
این ساختمان که در سال ۱۹۰۳ به صورت دو طبقه احداث گردید، ترکیبی از سبک معماری ادواردی و سبک معماری پالادیان است. این بنا از سال ۱۹۸۲ طبق قانون آثار باستانی ۱۹۷۶، در فهرست بناهای تاریخی ملی قرار گرفته‌است.